# Episteme cellularis
Episteme cellularis là một loài bướm đêm trong họ Noctuidae.